# Jens Geier
Pour les articles homonymes, voir Geier.
Jens Adolf Geier, né le 22 juin 1961 à Francfort-sur-le-Main, est un homme politique allemand, membre du Parti social-démocrate d'Allemagne (SPD). Il est député européen depuis 2009.

## Études et débuts en politique
Jean Geier passe une maîtrise ès lettres en 1990, après avoir obtenu son baccalauréat en 1980. Alors assistant parlementaire d'un député européen pour deux ans (1989 - 1991), il exerce plusieurs fonctions au sein des Jusos, l'organisation des jeunes socialistes allemands. Il est successivement responsable de différents groupes de travail, notamment sur la politique internationale, la lutte contre l'extrême droite ou le racisme. Il en devient finalement vice-président fédéral pendant douze ans (1980 - 1992). Il participe à la création des Jeunes socialistes européens, structure regroupant les jeunes socialistes de l'Union européenne, et en devient membre lorsque son organisation la rejoint en 1992. 
Professionnellement, il est chargé de projet pendant cinq ans (2001 - 2006) dans la société Projekt Ruhr GmbH, chargée de la reconversion de la Ruhr, région allemande anciennement très industrialisée, et, depuis, il dispense des conseils en gestion d'entreprise.

## Parcours en politique allemande
De 1991 à 1999, Jens Geier est conseiller au bureau du SPD, puis conseiller au bureau du SPD du Land de Rhénanie-du-Nord-Westphalie (1999-2001). Il est membre du bureau du SPD de la région de Niederrhein depuis 1998, président du SPD de la section locale d'Essen-Bredeney depuis 2004, et membre du bureau du SPD du canton d'Essen depuis 2006.
Il tente en vain de se présenter aux élections européennes de 1999 et de 2004. Il est finalement élu sur les listes du SPD en 2009.

## Parcours en tant que député européen
Élu lors des élections européennes de 2009 sur les listes du SPD, Jens Geier siège au sein du Groupe de l'Alliance progressiste des socialistes et démocrates au Parlement européen duquel fait partie le Parti socialiste européen. Il est d’ailleurs lui-même membre de ce parti, qui fédère les partis socialistes nationaux en un parti politique européen. 
Jens Geier est membre de plusieurs commissions au sein du Parlement européen : la commission des budgets, la commission du contrôle budgétaire ainsi que de la délégation pour les relations avec le Japon. Il est également suppléant au sein de la commission du développement régional et de la délégation pour les relations avec les pays de l'Asie du Sud-Est et l'Association des nations de l'Asie du Sud-Est (ANASE).
Il est réélu député européen en 2014, ainsi qu'en 2019 et 2024. 